# Blohm & Voss L 10
Der Blohm & Voss L 10 mit dem Suggestivnamen „Friedensengel“ war ein unbemannter deutscher Torpedoträger (auch Torpedogleiter genannt) im Zweiten Weltkrieg.
Mit dem von Richard Vogt entwickelten Fluggerät wurde die Abwurfentfernung des Lufttorpedos (LT) LT 950 C erhöht. Der LT wurde als Außenlast eines Torpedobombers mitgeführt und aus einer Höhe von 2500 m abgeworfen, wobei eine Reichweite von 8500 m erzielt werden sollte. Damit konnte das Trägerflugzeug außerhalb der gegnerischen Schussweite operieren. Das Fluggerät war nicht steuerbar, d. h. der Pilot musste die Flugrichtung des Fluggerätes vor dem Abwurf mit dem Flugzeug bestimmen, analog dem Abwurf eines normalen LT.
Drei Sekunden nach dem Abwurf entfaltete sich ein kleiner Flugdrachen, der aus einem Behälter unter der linken Tragfläche ausgestoßen und an einem etwa 25 m langen Kabel nachgeschleppt wurde. Wenn der L 10 sich in etwa 10 m Höhe befand, streifte der Flugdrachen bereits die Wasseroberfläche und das L-10-Trägerteil wurde abgesprengt. Der LT 950 C lief dann auf einer Unterwasserbahn auf das Ziel zu.
Bei den Versuchsabwürfen auf dem Torpedowaffenplatz Gotenhafen-Hexengrund in der Danziger Bucht und in Peenemünde-West (Versuchsstelle der Luftwaffe Karlshagen) wurden ab September 1942 54 Exemplare verbraucht, wonach weitere 330 Stück beauftragt, wahrscheinlich jedoch nur 270 tatsächlich gebaut wurden. Hiervon erhielt das Kampfgeschwader 26 34 Stück zur Einsatzerprobung. Insgesamt sollen etwa 450 Stück produziert worden sein. Als Trägerflugzeuge kam eine Vielzahl unterschiedlicher Baumuster, wie beispielsweise Focke-Wulf Fw 190 F, Heinkel He 111 H und J und Junkers Ju 88 A-4 zum Einsatz. Zu einem Fronteinsatz kam es nicht mehr.
Technische Daten
- Erstflug: September 1942
- Spannweite: 2,80 m
- Flügelfläche: 2,06 m²
- Länge: 3,89 m
- Höhe: 0,59 m
- Rumpfdurchmesser: 0,44 m
- Gewicht (ohne LT): 220 kg
- max. Reichweite: 9000 m
- Geschwindigkeit: 87 m/s

Eine Weiterentwicklung des „Friedensengels“ war der Torpedogleiter L 11 „Schneewittchen“, der jedoch nicht über die Entwurfsphase hinauskam. Hier war der Torpedo nicht unter dem Gleiter aufgehängt, sondern befand sich in zwei Halbschalen, aus denen er abgesprengt wurde.